# ديانا موسلي
ديانا، ليدي موسلي (ميتفورد قبل الزواج، 17 يونيو 1910-11 أغسطس 2003)، والمعروفة باسم ديانا غينيس بين عامي 1929 و1936، كانت أرستقراطية وفاشية وكاتبة ومحررة بريطانية، وهي إحدى الأخوات ميتفورد وزوجة زعيم اتحاد الفاشيين البريطاني أوزوالد موزلي.
تزوجت في البداية من بريان غينيس، وريث بارونية مويني، وكان كلاهما عضوان في مجموعة شباب لامعون، وهي مجموعة اجتماعية من الشباب البوهيميين الاجتماعيين في لندن في عشرينيات القرن العشرين، وانتهى زواجها بالطلاق لأنها كانت على علاقة بأوزوالد موسلي. تزوجت في عام 1936 من موسلي في منزل وزير الدعاية لألمانيا النازية، يوزيف غوبلز، وكان أدولف هتلر ضيف شرف. أدى انخراطها في القضايا السياسية الفاشية إلى اعتقالها لمدة ثلاث سنوات خلال الحرب العالمية الثانية، عندما كانت بريطانيا في حالة حرب مع النظام الفاشي لألمانيا النازية. انتقلت فيما بعد إلى باريس وحققت بعض النجاح ككاتبة. ساهمت خلال خمسينيات القرن العشرين في كتابة يومياتها في مجلة تاتلر وحررت مجلة الأوروبي. نشرت في عام 1977 سيرتها الذاتية بعنوان حياة التناقضات، وسيرتين أخريين في ثمانينيات القرن العشرين.
كان ظهور موسلي عام 1989 في برنامج أسطوانات جزيرة الصحراء على راديو بي بي سي 4 مثيرًا للجدل بسبب إنكارها للمحرقة وإعجابها بهتلر. كانت تراجع الكتب بشكل منتظم لمجلة بوكس أند بوكمين وفي وقت لاحق لجريدة إيفنينغ ستاندرد خلال تسعينيات القرن العشرين. كتب صديق العائلة جيمس ليز ميلن، عن جمالها: «كانت أقرب شيء رأيته على الإطلاق إلى زهرة بوتيتشيلي». وصفها كتّاب النعوة مثل المؤرخ أندرو روبرتس بأنها «غير نادمة» على ارتباطاتها السياسية السابقة.

## النشأة
كانت ديانا ميتفورد الطفلة الرابعة والابنة الثالثة لديفيد فريمان ميتفورد، بارون ريدسديل الثاني (1878-1958)، وزوجته سيدني (1880-1963). كانت ابنة عم من الدرجة الأولى لكلمنتين تشرشل، وابنة عم من الدرجة الثانية للسير أنجوس أوجيلفي وابنة عم بعيدة مرتين لبرتراند راسل. نشأت في ملكية ريفية بحديقة باتسفورد في جلوسيسترشير، ثم في منزل العائلة عندما بلغت سن العاشرة، وذلك في قصر أستال في أوكسفوردشاير، وفي وقت لاحق في منزل سوينبروك هاوس، وهو منزل بناه والدها في قرية سوينبروك القريبة.
تلقّت تعليمها في المنزل على يد عدد من المربيات، باستثناء فترة قصيرة مدتها ستة أشهر في عام 1926، إذ أُرسلت إلى مدرسة نهارية في باريس. كانت شقيقاتها الأصغر خلال مرحلة الطفولة جيسيكا ميتفورد «ديكا» وديبورا «ديبو» التي أصبحت لاحقًا دوقة ديفونشاير، متعلقتين بها بشكل خاص. ارتبطت عندما بلغت سن الثامنة عشر، وبعد فترة وجيزة من حضورها حفل التقديم في البلاط الملكي، سرًا ببريان والتر غينيس. اعتُبرت ميتفورد في شبابها جزءًا من المجموعة الاجتماعية المعروفة باسم الشباب اللامعون.

## ألمانيا النازية
زارت ديانا ألمانيا في عام 1934 برفقة أختها يونيتي التي كانت تبلغ من العمر حينذاك 19 عامًا. حضرتا معًا أول رالي نورنبرغ بعد تولي الحزب النازي السلطة. كانت يونيتي، صديقة هتلر، قد عرفت ديانا عليه في مارس 1935. عادت الشقيقتان لحضور المؤتمر الثاني في وقت لاحق من نفس العام واستُضيفتا كضيفتين له في رالي عام 1935، وفي عام 1936، قدم لها سيارة مرسيدس بنز مع سائق خاص لنقلها إلى دورة الألعاب الأولمبية في برلين. أصبحت على معرفة جيدة بكل من فينيفريد فاغنر وماغدا غوبلز.
تزوجت ديانا وأوزوالد سرًا في 6 أكتوبر 1936 في غرفة الرسم الخاصة لرئيس الدعاية النازية يوزيف غوبلز. شهد الزواج أدولف هتلر وروبرت جوردون كانينغ وبيل ألين. ظل الزواج سرًا حتى ولادة طفلهما الأول عام 1938، وفي أغسطس 1939، أخبر هتلر ديانا خلال الغداء أن الحرب لا مفر منها.
أنجب موسلي وديانا ولدين: (أوزوالد) ألكسندر موسلي (مواليد 1938) وماكس روفوس موسلي (1940-2021). قدم هتلر للزوجين صورة له بإطار فضي. اعتُقلت عائلة موسلي خلال فترة طويلة من الحرب العالمية الثانية، بموجب لائحة الدفاع 18ب، إلى جانب فاشيين بريطانيين آخرين بما في ذلك نورا إيلام.
كشفت وثائق المكتب الخامس البريطاني التي أُصدرت عام 2002 عن وصف ليدي موسلي وتوجهاتها السياسية. جاء في الوثائق: «ورد عن ديانا موسلي، زوجة السير أوزوالد موسلي، من مصدر موثوق للغاية، وهو عائلتها ومحيطها المقرب، أنها تشكل خطرًا عامًا في الوقت الحالي. ويُقال إنها أذكى بكثير وأخطر من زوجها ولا تتردد في فعل أي شيء لتحقيق طموحاتها. إنها طموحة بشكل جامح».
أُلقي القبض على ديانا في 29 يونيو 1940، بعد مرور أحد عشر أسبوعًا على ولادة ابنها الرابع ماكس، وقد أخفت على عجل صورة هتلر تحت فراش ابنها ماكس عندما أتى رجال الشرطة لاعتقالها، واقتيدت إلى زنزانة في المبنى إف في سجن هولواي للنساء في لندن. احتُجزت وزوجها دون توجيه اتهام أو محاكمة بموجب أحكام المادة 18ب، بناءً على توصية من المكتب الخامس. احتُجز الزوجان بشكل منفصل في البداية، ولكن بعد تدخل شخصي من تشرشل في ديسمبر 1941، سُمح لموسلي وزوجين آخرين من فئة المعتقلين 18ب (أحدهما صديق موسلي، الكابتن إتش دبليو لوتمان جونسون) بالانضمام إلى زوجاتهم في هولواي. وبعد أكثر من ثلاث سنوات من السجن، أُطلق سراحهما معًا في نوفمبر 1943 بسبب سوء صحة موسلي، إذ وضعا قيد الإقامة الجبرية حتى نهاية الحرب، وحُرما من جوازات السفر حتى عام 1949.
لم يؤثر سجن ليدي موسلي على أسلوب حياتها، إذ ذكرت في سنوات لاحقة أنها تلقت معاملة أفضل من السجناء السابقين. روت حكاية في نعوتها بصحيفة ديلي تلغراف، أن إيفلين ووه رأى ليدي موسلي وهي ترتدي بروش معقوف من الألماس بين مجوهراتها لدى خروجها من السجن.

## الوفاة
توفيت موسلي في باريس في أغسطس 2003 عن عمر يناهز 93 عامًا. ذكر سبب الوفاة على أنه مضاعفات ناتجة عن سكتة دماغية أصابتها قبل أسبوع، ولكن ظهرت تقارير لاحقًا تفيد بأنها كانت من بين العديد من كبار السن الذين قضوا نحبهم بسبب موجة الحر التي اجتاحت باريس عام 2003، وافتقرت معظم المباني فيها إلى تكييف الهواء. دُفنت في مقبرة كنيسة سانت ماري، سوينبروك في أوكسفوردشاير، إلى جانب شقيقاتها.
توفيت بعد أن خلفت وراءها أبناءها الأربعة: جوناثان وديزموند غينيس، وألكسندر وماكس موسلي. كان ابن زوجها نيكولاس موسلي، روائيًا كتب أيضًا مذكرات نقدية عن والده، ويُقال إن موسلي لم يغفر له عليها، على الرغم من علاقتهما الوثيقة السابقة. حفيدة الحفيدة جاسمين غينيس، وحفيدة ابنة الأخت ستيلا تينانت، والحفيدة دافني غينيس جميعهن عارضات أزياء.
وجه الناقد البريطاني أندرو روبرتس انتقادات لموسلي بعد وفاتها في صحيفة ديلي تلغراف (16 أغسطس 2003). أفاد بأنها خلال مقابلة أجراها معها لكتابه شخصيات تشرشل البارزة، فاجأته بعدم تقديمها «دحضًا لأحداث الهولوكوست على غرار ديفيد إيرفينغ» إذ صرحت: «أنا متأكدة أنه [هتلر] كان مسؤولًا عن إبادة اليهود. لقد كان مسؤولًا عن كل شيء، وأقول هذا كشخص أُعجب به في البداية» ومع ذلك، أظهرت تعليقاتها الأخرى حول هتلر «ازدراءها المستمر بالمواربة» الذي لطالما أظهرته طوال حياتها، ما دفع روبرتس إلى وصفها بأنها «نازية غير نادمة وساحرة بسهولة» وآرائها «مثيرة للاشمئزاز، لم تتغير وممقوتة».
كتب أيه إ ن ويلسون في نفس الصحيفة وذكر أن ولاءها العلني لأوزوالد وهتلر كان أخطاءً فادحة، مدعيًا أن موسلي اعترفت سرًا بأن النازيين كانوا «فظيعين بحق». حاول كل من ابنها، جوناثان غينيس، واللورد موين، وابنته (حفيدتها)، دافني غينيس، دحض تصريحات روبرتس بعد ثلاثة أيام من خلال الاستشهاد «بقلة نفاقها» مدعين أن «آداب الطبقة العليا» لموسلي منعتها من تقديم أي نوع من التوضيح أو الاعتذار للصحفي، وأنه بغض النظر عن تحيتها النازية أثناء غناء ليحفظ الله الملك عام 1935، لم تشكل تهديدًا على بريطانيا خلال الحرب.
ظهر في نفس العدد تعليق ساخر للناشط الكندي في مجال حقوق الإنسان وكاتب عمود التلغراف مارك ستاين. وصف ولاء موسلي الثابت لهتلر والفاشية بأنه «طفل سخيف». تكرر موقف مماثل من «الاستهانة المتساهلة» تجاه آرائها في طبعة الأحد في مقابلة مع ابن زوجها نيكولاس موسلي، الذي رفضت التحدث معه لأكثر من عقدين من الزمن بعد نشر مذكراته غير المواتية عن زوجها بعنوان خارج عن المألوف.